# Caroline Edgcumbe, Countess of Mount Edgcumbe
Caroline Augusta Edgcumbe, Countess of Mount Edgcumbe VA (geborene Feilding, * 1808; † 2. November 1881) war eine britische Adlige. Sie war langjährige Hofdame von Königin Victoria.

## Herkunft und Jugend
Caroline Edgcumbe wurde als Caroline Feilding in Dorset als Tochter von Konteradmiral Charles Feilding (1780–1837) und dessen Frau Elizabeth Fox-Strangways († 1844) geboren. Zusammen mit ihrer Schwester Horatia erbte sie nach dem Tod ihres Vaters dessen Vermögen. Über ihre Mutter war sie eine Halbschwester von William Henry Fox Talbot, dem späteren Fotopionier, mit dem sie zusammen in Lacock Abbey in Wiltshire aufwuchs.

## Ehefrau des Earl of Mount Edgcumbe

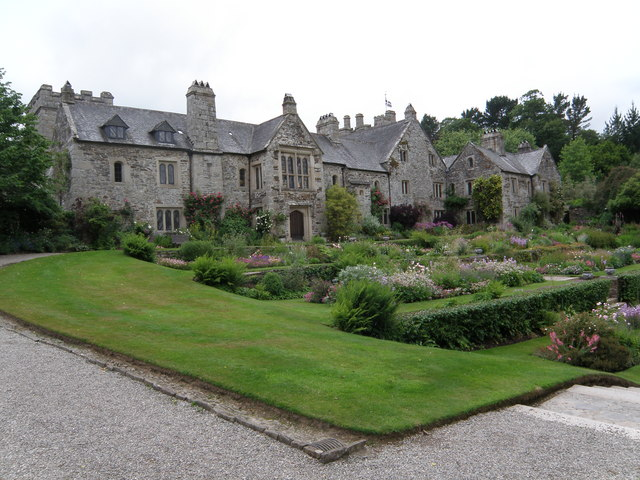
Der Ostflügel von Cotehele, der ab 1862 als Witwensitz von Carolina Edgcumbe diente, mit dem von ihr angelegten Terrassengarten

Am 6. Dezember 1831 heiratete sie Ernest Edgcumbe. Caroline behielt ein gutes Verhältnis zu ihrem Halbbruder, der sie häufig besuchte. Ihr Mann und sie benannten ihren ältesten Sohn nach Fox Talbot. Ihr Mann erbte 1839 den Titel Earl of Mount Edgcumbe, worauf sie den Höflichkeitstitel Countess of Mount Edgcumbe führte. Von 1840 bis 1854 diente sie als Lady of the Bedchamber, als offizielle Hofdame von Königin Victoria. Als Vertraute der Königin war sie ab 1854 Ehrenhofdame.

## Leben als Dowager Countess
Carolines Mann starb 1861, worauf ihr Sohn William die Titel ihres Mannes sowie den Familiensitz Mount Edgcumbe House erbte. Als Witwensitz für seine Mutter ließ er den Ostflügel des alten Familiensitzes Cotehele House umbauen. 1862 bezog Caroline als Dowager Countess zusammen mit ihrer unverheirateten Tochter Ernestine Cotehele. Als begeisterte Gärtnerin begann sie in Cotehele mit der Anlage der Gärten. Von 1863 bis 1865 diente sie noch einmal als Lady of the Bedchamber der Königin, die ihr den Royal Order of Victoria and Albert, zweiter Klasse verlieh. Danach zog sie sich wieder nach Cotehele zurück, blieb aber bis zu ihrem Tod Ehrenhofdame der Königin. Sie pflegte einen regen Briefwechsel, unter anderem mit ihrem Halbbruder. Fox Talbot besuchte sie mehrmals in Cotehele, wo er frühe Fotografien machte und auch entwickelte. Caroline Edgcumbe erkrankte während eines Besuchs in Saltram House unweit von Plymouth und starb wenig später.

## Nachkommen
Mit ihrem Mann hatte Caroline drei Kinder:
- William Henry Edgcumbe, 4. Earl of Mount Edgcumbe (1833–1917)
- Hon. Charles Ernest Edgcumbe (1839–1915)
- Lady Ernestine Emma Horatia Edgcumbe (1843–1925)